# ファウスティノ・ルペレス
ファウスティノ・ルペレス・リンコン（Faustino Rupérez Rincón、1956年7月29日 - ）は、スペイン、サン・エステバン・デ・ゴルマス出身の元自転車競技（ロードレース）選手。

## 来歴
プロ年代は1977年から1985年まで。
1980年のブエルタ・ア・エスパーニャ総合優勝者。ブエルタでは計5回、総合10位以内に入った。この他、カタルーニャ一周でも総合優勝を果たしている。
引退後、ショーン・ケリー擁するKASのコーチに就任。1988年のブエルタ・ア・エスパーニャではケリーが総合優勝を果たした。
その後、ドールス・マビサの監督を経て、スペインナショナルチームの監督に就任。アトランタオリンピック、シドニーオリンピック、アテネオリンピックで指揮を執った。

## 主な戦績
1979
 スペイン選手権・ロードレース 優勝
ブエルタ・ア・エスパーニャ 総合4位
1980
 ブエルタ・ア・エスパーニャ 総合優勝、区間2勝（第5、7）
ブエルタ・ア・アストゥリアス 総合優勝
1981
カタルーニャ一周 総合優勝
ブエルタ・ア・エスパーニャ 総合8位
ブエルタ・ア・ブルゴス 総合優勝
1982
ブエルタ・ア・エスパーニャ 総合4位
ジロ・デ・イタリア 総合10位
ジロ・デル・ピエモンテ 優勝
1983
ブエルタ・ア・エスパーニャ 総合10位
ジロ・デ・イタリア 総合10位
1984
ブエルタ・ア・アストゥリアス 総合優勝